# Chaetocnema concinnicollis
Chaetocnema concinnicollis (лат.) — вид жуков-листоедов (Chrysomelidae) рода Chaetocnema трибы земляные блошки из подсемейства козявок (Galerucinae). Палеарктика и Юго-Восточная Азия: Вьетнам, Индия, Китай, Непал, Таиланд, Россия (Дальний Восток), Саудовская Аравия, Северная Корея, Япония.

## Описание
Длина 1,60—1,84 мм, ширина 0,95—1,13 мм. Соотношение максимальной ширины обоих надкрылий к максимальной ширине пронотума 1,19—1,23. 
Переднеспинка и надкрылья с желтоваты и медным отблеском. Ноги и усики в основном желтовато-коричневые. Голова гипогнатная (ротовые органы направлены вниз). От других видов рода отличается формой тела, пунктировкой надкрылий и строением гениталий самцов. Фронтолатеральная борозда отсутствует. Кормовые растения: Raphanus sativus, Digitaria sp., Oryza sativa.
Средние и задние голени с выемкой на наружной стороне перед вершиной. Лобные бугорки не развиты. Переднеспинка без базальной бороздки. Вид был впервые описан в 1874 году британским энтомологом Джозефом Бейли (Joseph Sugar Baly, 1816—1890) по материалам из Японии. Валидный статус был подтверждён в 2011 году в ходе ревизии палеарктической фауны рода Chaetocnema, которую провели энтомологи Александр Константинов (Systematic Entomology Laboratory, USDA, c/o Smithsonian Institution, National Museum of Natural History, Вашингтон, США), Андрес Баселга (Andrés Baselga; Departamento de Zoología, Facultad de Biología, Universidad de Santiago de Compostela, Santiago de Compostela, Испания), Василий Гребенников (Ottawa Plant Laboratory, Canadian Food Inspection Agency, Оттава, Канада) с соавторами (Jens Prena, Steven W. Lingafelter).